# Villa San Giovanni in Tuscia
Villa San Giovanni in Tuscia is een gemeente in de Italiaanse provincie Viterbo (regio Latium) en telt 1179 inwoners (31-12-2004). De oppervlakte bedraagt 5,3 km², de bevolkingsdichtheid is 221,71 inwoners per km².

## Externe link

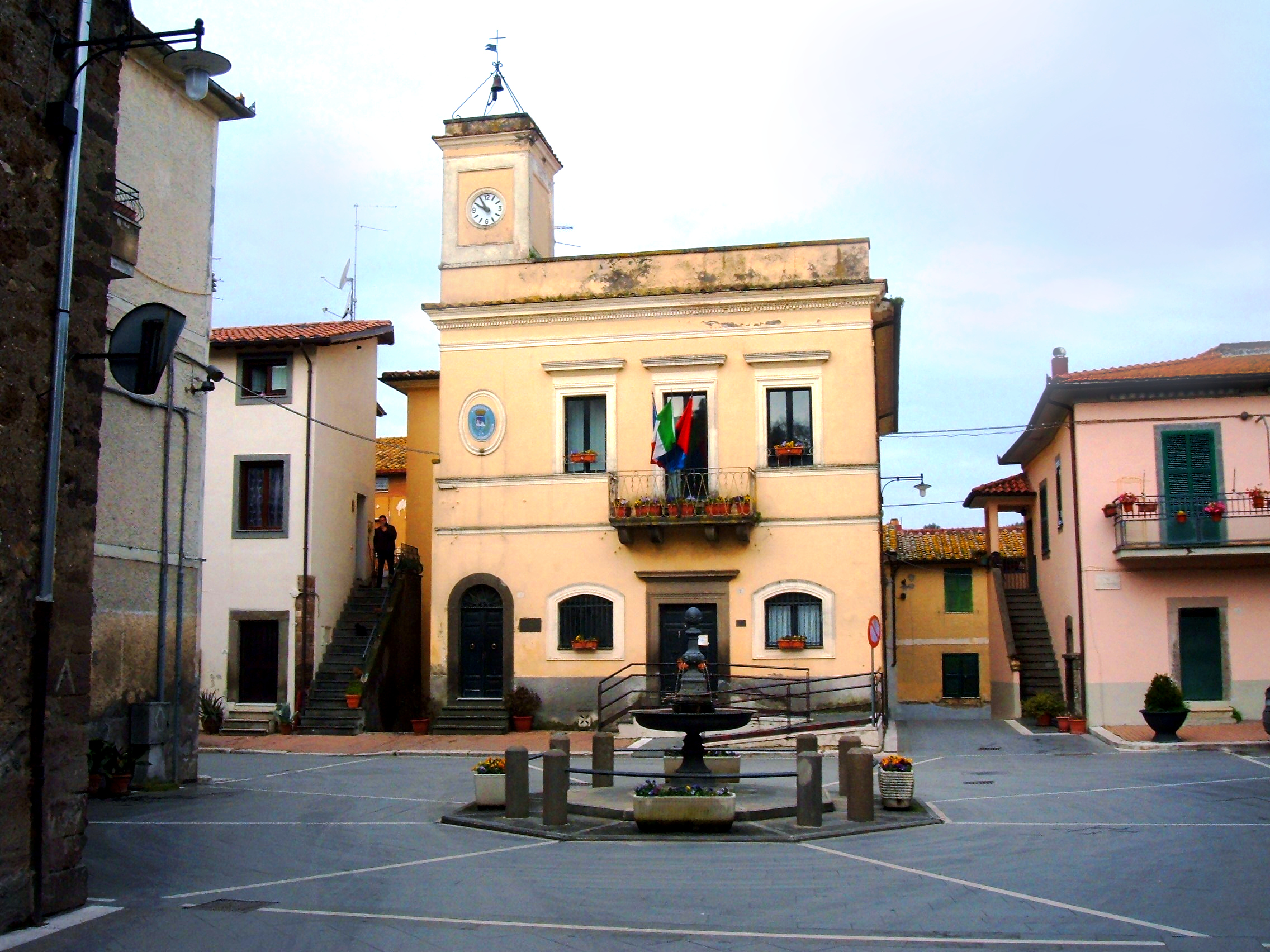
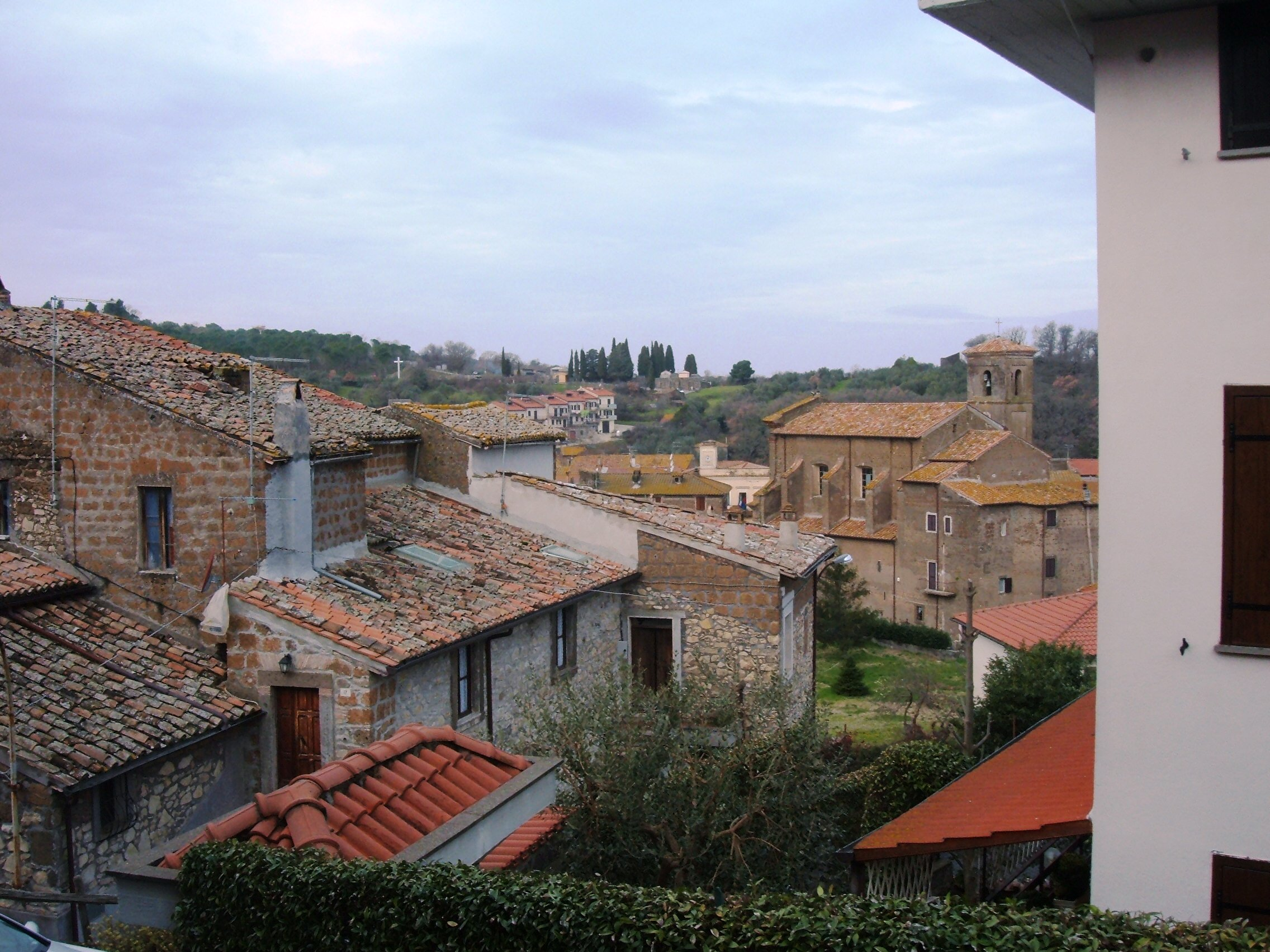

## Demografie
Villa San Giovanni in Tuscia telt ongeveer 542 huishoudens. Het aantal inwoners steeg in de periode 1991-2001 met 1,5% volgens cijfers uit de tienjaarlijkse volkstellingen van ISTAT.
| Jaar | Inwoneraantal |
| ---- | ------------- |
| 1991 | 1147          |
| 2001 | 1164          |

## Geografie
De gemeente ligt op ongeveer 329 m boven zeeniveau.
Villa San Giovanni in Tuscia grenst aan de volgende gemeenten: Barbarano Romano, Blera, Vetralla.